# Prîvilne, Novomoskovsk
Prîvilne (în ucraineană Привільне) este un sat în comuna Popasne din raionul Novomoskovsk, regiunea Dnipropetrovsk, Ucraina.

## Demografie
Componența lingvistică a localității Prîvilne
     Ucraineană (92,94%)
     Rusă (5,88%)
Conform recensământului din 2001, majoritatea populației localității Prîvilne era vorbitoare de ucraineană (92,94%), existând în minoritate și vorbitori de rusă (5,88%).